# Uwajima (Ehime)
Uwajima (宇和島市 Uwajima-shi?) es una ciudad localizada en la prefectura de Ehime, Japón. En octubre de 2019 tenía una población estimada de 71.586 habitantes y una densidad de población de 153 personas por km². Su área total es de 468,19 km².

## Características

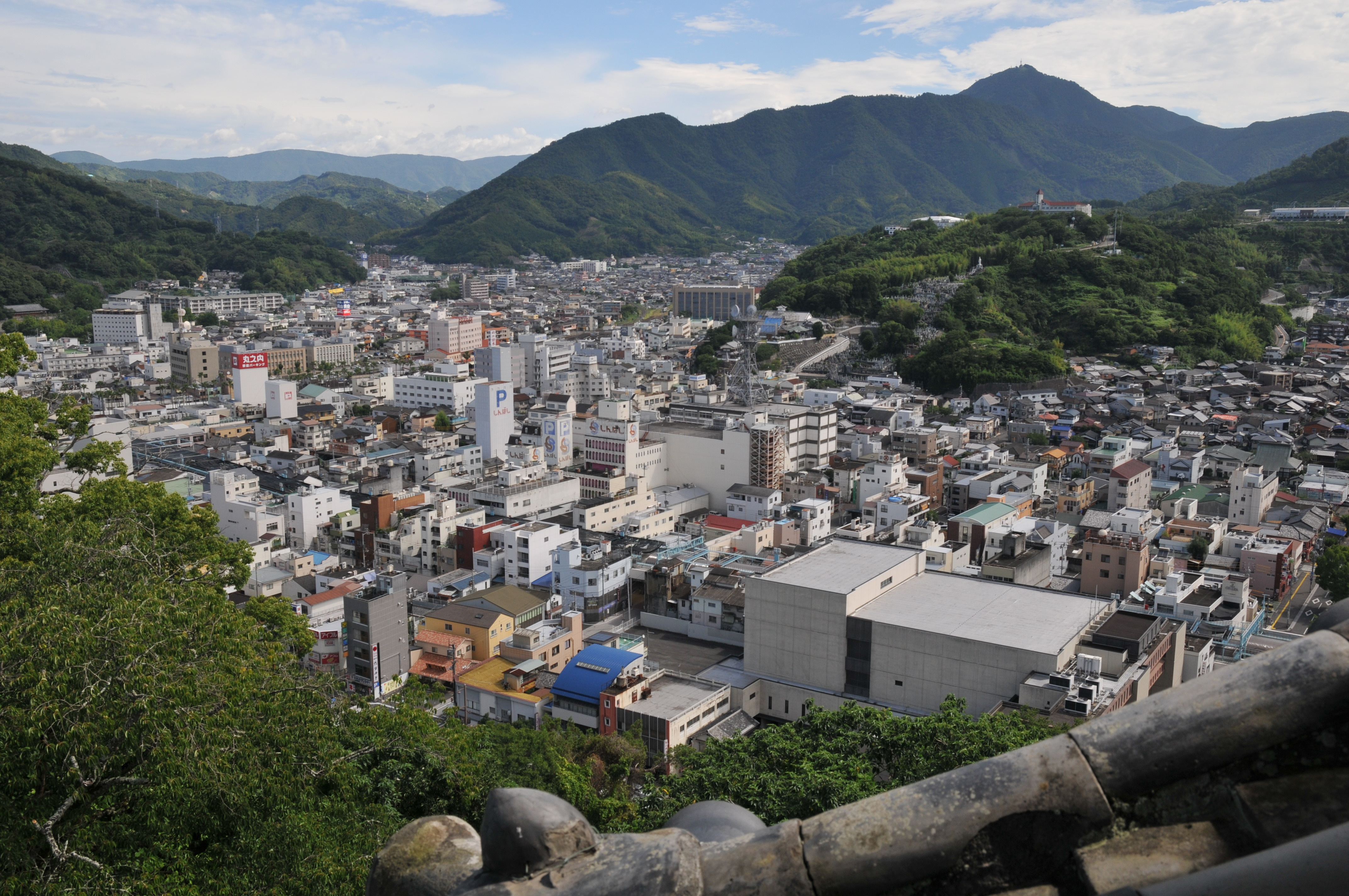
Vista de la ciudad de Uwajima.

Es una ciudad que se encuentra al suroeste de la prefectura de Ehime, siendo la ciudad principal de la región de Nanyo. Limita con la Ciudad de Seiyo, y los pueblos de Kihoku, Matsuno (ambos del distrito de Kitauwa) y Ainan del distrito de Minamiuwa, todas en la prefectura de Ehime. También limita con las ciudades de Shimanto (四万十市 Shimanto-shi?) y Sukumo (宿毛市 Sukumo-shi?), ambas en la prefectura de Kōchi.
Es un jokamachi (城下町 jōkamachi?), una ciudad desarrollada en torno a un castillo (城 shiro?), famosa en Japón por la tauromaquia.
Hacia el oeste da al Mar de Uwa y está rodeada de zonas montañosas. Su costa está conformada por rías y es una de las ciudades con mayor cantidad de puertos pesqueros de Japón.
Las montañas más importantes son el Monte Onigajo (鬼が城山 Onigajō-yama?) y el Monte Takatsuki (高月山 Takatsuki-yama?). Se destacan los ríos Suka (須賀川 Suka-gawa?), Kunomura (来村川 Kunomura-gawa?) y Mima (三間川 Mima-gawa?), este último un afluente del Río Shimanto.
Su clima se ve influenciado por la Corriente de Kuroshio, siendo un clima cálido y de escasa niebla en la zona costera. Durante el verano los vientos estacionales soplan desde el Pacífico, provocando abundantes precipitaciones. Durante el invierno los vientos que soplan desde el Mar de Japón se ven obstaculizados, por lo que el clima se vuelve seco y la mayor parte de los días resultan despejados.

## Historia
- 1600: se construye el Castillo de Uwajima (宇和島城 Uwajima-jō?).
- 1614: Hidemune Date (伊達秀宗 Date Hidemune?) se traslada del Castillo de Sendai (仙台城 Sendai-jō?) al Castillo de Uwajima. Pasó a ser la cabecera del Han de Uwajima (宇和島藩 Uwajima-han?).
- 1889: pasa a ser el Pueblo de Uwajima (宇和島町 Uwajima-chō?).
- 1921: se fusiona con la Villa de Yawata (八幡村 Yawata-mura?) del Distrito de Kitauwa, formando la Ciudad de Uwajima.
- 1934: el 1° de septiembre absorbe a la Villa de Kushima (九島村 Kushima-mura?) del Distrito de Kitauwa.
- 1945: se completa el trayecto de la Línea Yosan.
- 1955: el 31 de marzo absorbe a las villas de Miura (三浦村 Mi'ura-mura?) y Takamitsu (高光村 Takamitsu-mura?), ambas del Distrito de Kitauwa.
- 1957: el 1° de enero absorbe a la Villa de Kuno (来村 Kuno-mura?) del Distrito de Kitauwa.
- 1960: el Puerto de Uwajima (宇和島港 Uwajima-kō?) es declarado un puerto principal para Japón.
- 1963: se concluye el edificio central del Hospital Municipal de Uwajima (市立宇和島病院 Shiritsu Uwajima-Byōin?).
- 1974: el 1° de abril absorbe a la Villa de Uwaumi (宇和海村 Uwa'umi-mura?).
- 1974: se inaugura la Línea Yodo (予土線 Yodo-sen?) de la JR.
- 1976: se inaugura el actual edificio del Ayuntamiento.
- 2000: se cumple el 400° aniversario del Castillo de Uwajima.
- 2005: el 1° de agosto absorbe a los pueblos de Yoshida, Tsushima y Mima, todos del Distrito de Kitauwa.

## Ciudades Hermanadas
- En Japón
  - Ciudad de Sendai
  - Ciudad de Oosaki (Miyagi)
  - Ciudad de Chikuma
- En el exterior
  -  Macao (China)
  -  Honolulú (Hawái)

## Accesos

### Ferrocarriles
- Línea Yosan
  - Estación Tachima
  - Estación Iyoyoshida
  - Estación Takamitsu
  - Estación Kitauwajima
  - Estación Uwajima

- Línea Yodo (予土線 Yodo-sen?)
  - Estación Kitauwajima
  - Estación Muden
  - Estación Iyomiyanoshita
  - Estación Futana
  - Estación Oouchi

### Autopista
- Ruta Uwajima
  - Intercambiador Uwajimakita
  - Intercambiador Uwajimaasahi
  - Intercambiador Uwajimasakashizu
  - Intercambiador Uwajimabetto
  - Intercambiador Uwajimaminami

### Rutas
- Ruta Nacional 56
- Ruta Nacional 320
- Ruta Nacional 378
- Ruta Nacional 381

### Puerto
- Puerto de Uwajima